# 미스트랄 (미사일)
미스트랄(영어: Mistral)은 유럽의 다국적 기업인 MBDA 미사일 시스템에서 생산하는 적외선 유도방식의 휴대용 지대공 미사일이다. 프랑스의 SATCP (Sol-Air À Très Courte Portée)에 기초하여, 1974년부터 개발이 시작되었다. 1988년부터 실전배치되었다.
태국의 차크리 라누에벳에도 배치됐다.

## 제원
- 주기능: 휴대용 단거리 지대공 미사일

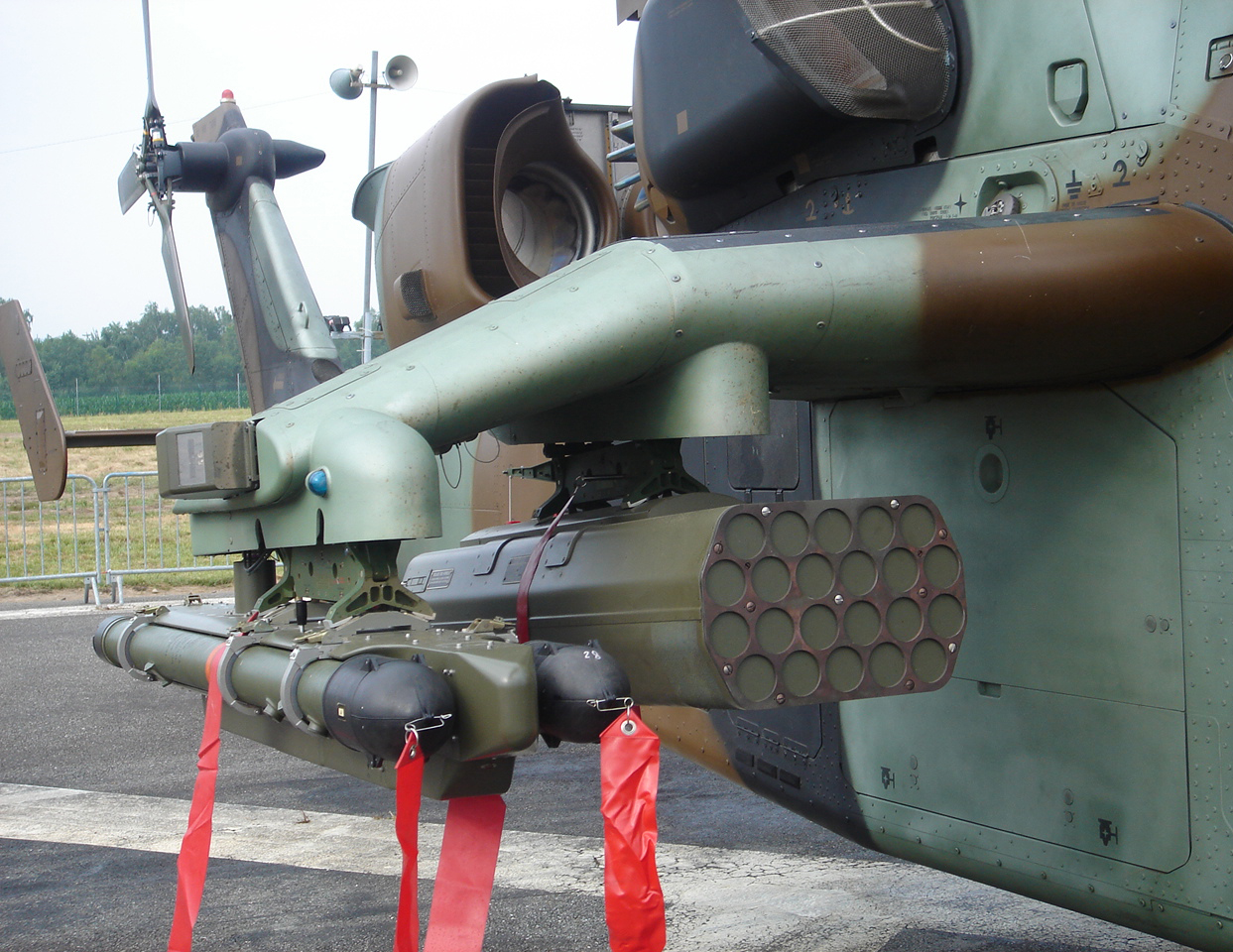
프랑스 타이거 HAP의 무장. 미스트랄 공대공 미사일 2발과 22발의 68mm SNEB 로켓포 포드

- 부기능: 헬기와 함정용 대항공기/대미사일요격용 미사일
- 주계약자: MBDA
- 엔진: 2단계 고체로켓
- 길이: 1.9 m
- 직경: 9 cm
- 날개폭: 18 cm
- 발사중량: 18.7 kg
- 속도: 850 m/s, approx. Mach 2.5 (high supersonic)
- 탄두: 2.95 kg HE
- 사거리: 0.6 - 5.5 km (effective against helicopters at up to 4 km)
- 고도: 3 km
- 명중률: 93 %
- 신관: 레이저 근접신관 또는 충격 신관
- 유도 시스템: 적외선 수동 호밍
- 단가: N/A
- 실전배치: 1988
- 사용국가: 25개국

## 그림

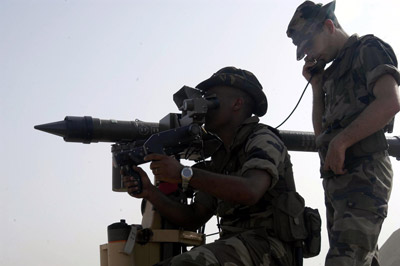
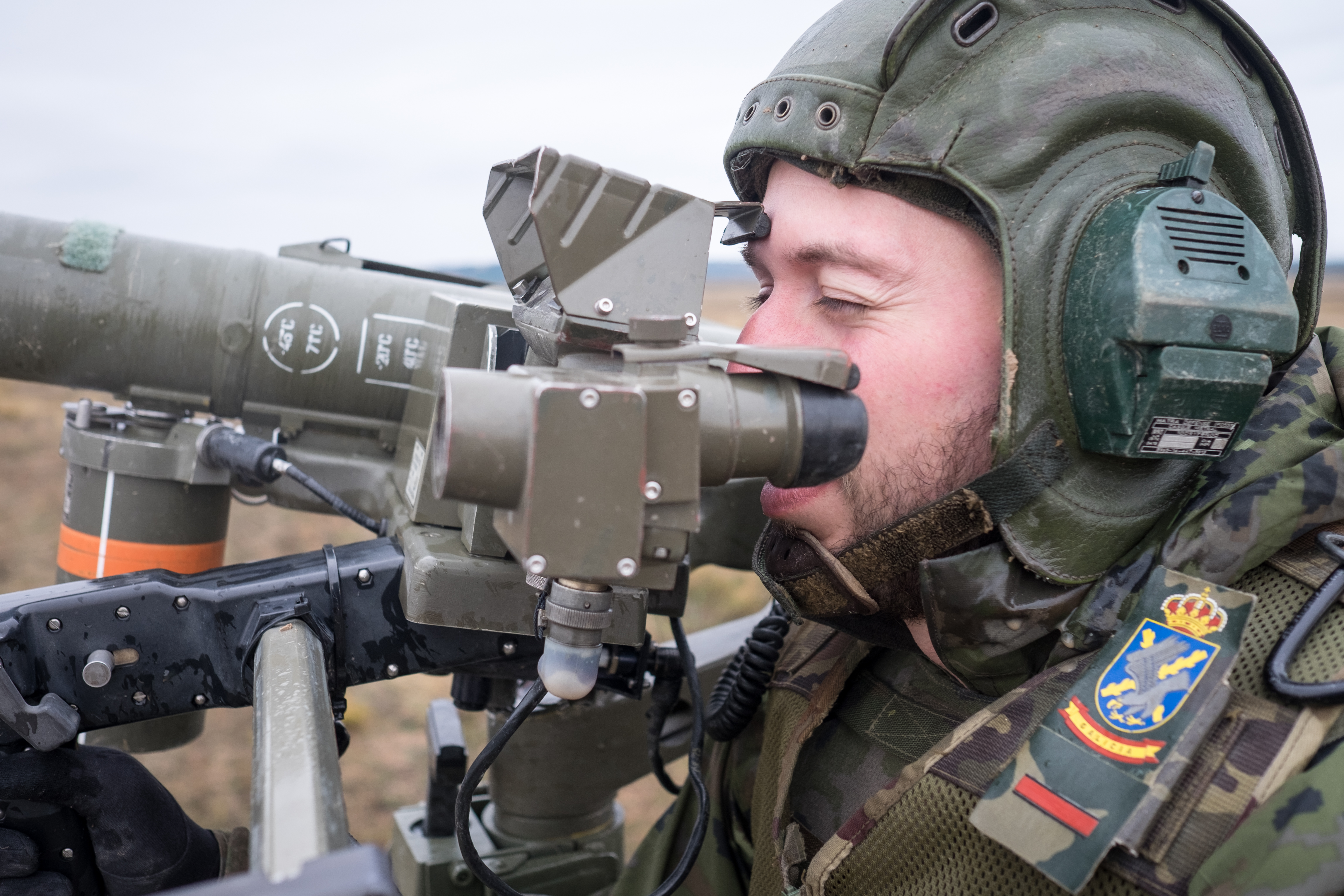
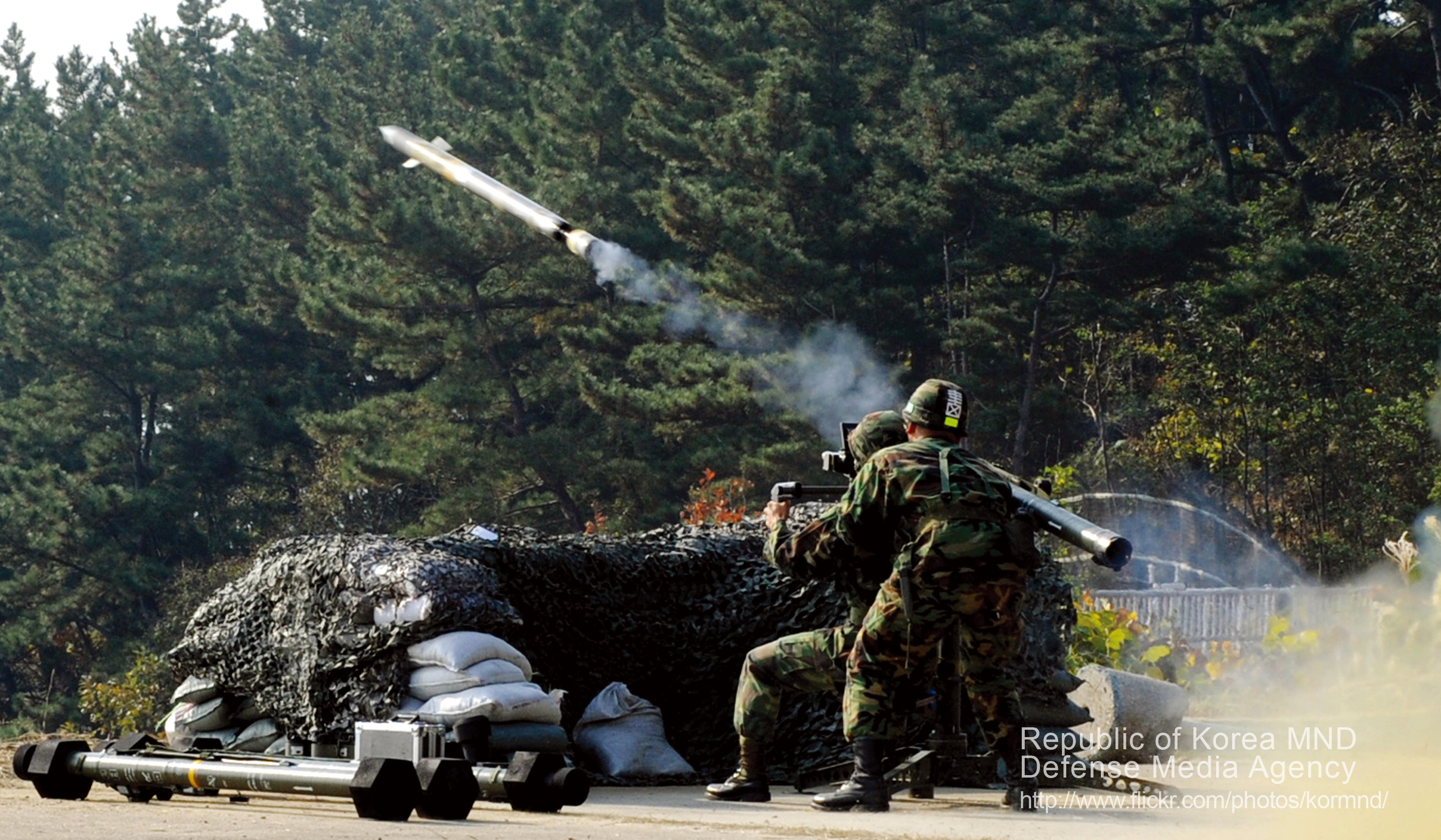

## 같이 보기
- FIM-92 스팅어
- SA-18 Grouse
- 신궁 미사일